# 可知照生
可知 照生（かち てるお、1951年 - ）は、日本の実業家。静岡ターミナルホテル代表取締役社長や、ジェイアール東海商事代表取締役社長を務めた。

## 人物・経歴
岐阜県恵那市生まれ。愛知県立旭丘高等学校卒業後、1974年東北大学法学部卒業、日本国有鉄道入社。
1987年JR東海入社。2000年JR東海法務部長。JR東海執行役員法務部長を経て、2008年から静岡ターミナルホテル代表取締役社長を務め、集客のためサービスの多様化を進めるなどした。その後2018年までジェイアール東海商事代表取締役社長を務めた。